# Axel Paulsen

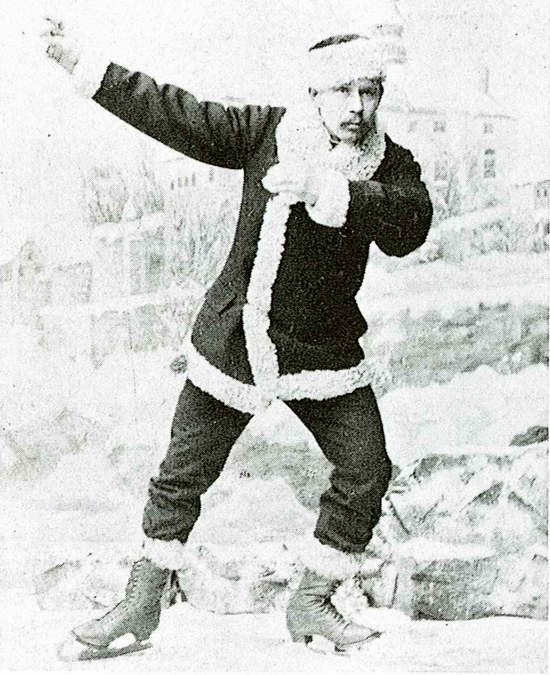
Axel Paulsen

Axel Paulsen (* 18. Juli 1855 in Christiania; † 9. Februar 1938 in Nesodden) war ein norwegischer Eiskunstläufer und Erfinder des schwierigsten Eiskunstlaufsprungs, der auch nach ihm benannt ist – der Axel.

## Leben
Als 16-jähriger Junge wurde er bei den Wettkämpfen in Kristiania 1870 bereits zu einer großen Überraschung. 15 Jahre später bekam er den Titel des besten Wettkämpfers der Welt (engl. Champion of the World). Inzwischen hatte er sich bei mehreren Wettkämpfen in die Eiskunstlaufhistorie eingeschrieben.
Am berühmtesten wurde er aber durch seinen besonders schwierigen Sprung, den er noch auf Eisschnelllaufkufen sprang, der bis heute im Eiskunstlauf der schwierigste Sprung ist und mittlerweile (wie andere Sprünge) auch in 4facher Ausfertigung gelang. Bei den ersten internationalen Eiskunstlaufwettkämpfen, die 1882 in Wien stattfanden, verhalf ihm dies jedoch nicht zum Sieg. Er wurde nur Dritter hinter den Österreichern Leopold Frey und Eduard Engelmann.
Heutzutage ist der Ausnahmeeisläufer nur als Eiskunstläufer bekannt, aber der Erfinder des „Axel“-Sprungs siegte auch auf langen Kufen. Hundert englische Meilen (160,9 km) fuhr er in 9:30 Stunden. Als erster Europäer begab er sich nach Nordamerika, wo er die besten Eisschnellläufer Kanadas und der USA im Zehn-Meilen-Lauf besiegte.

## Weltrekorde
- 1885: eine englische Meile 3:26,4
- 1885: 10 englische Meilen 39:07,4
- 1886: eine englische Meile 3:05,4
- 1886: 3 englische Meilen 10:33,0
- 1889: 20 englische Meilen 1:09:15

## Quelle
- Axel Paulsen norwegisch
- Jarmila Šťastná-Königová - Nekonečné stopy bruslí (Unendliche Schlittschuhspuren)